# Brighton (Alabama)
Pour les articles homonymes, voir Brighton (homonymie).
Brighton est une ville américaine située dans le comté de Jefferson en Alabama.
Selon le recensement de 2010, Brighton compte 2 945 habitants. La municipalité s'étend sur 1,42 milles carrés (3,68 km2), exclusivement des terres.

## Démographie
| 1910  | 1920  | 1930  | 1940  | 1950  | 1960  |
| ----- | ----- | ----- | ----- | ----- | ----- |
| 1 502 | 3 665 | 1 708 | 1 377 | 1 689 | 2 884 |

| 1970  | 1980  | 1990  | 2000  | 2010  | - |
| ----- | ----- | ----- | ----- | ----- | - |
| 2 277 | 5 308 | 4 518 | 3 640 | 2 945 | - |